# إيرين إيبر
إيرين إيبر (بالألمانية: Irene Eber)‏ هي كاتِبة ومؤلفة وأستاذة جامعية ألمانية، ولدت في 1930 في هاله في ألمانيا.